# Kapena
Kapena SA était un constructeur polonais d'autobus et de trolleybus qui, à l'origine, réparait et modernisait les autobus anciens et les moteurs. 
Reprise partiellement par le suédois Scania en 1994, la société a signé iun accord de coopération avec le groupe italien Iveco en 1994 pour produire des minibus sur base Iveco Daily. Rachetée par le carrossier italien Cacciamali en 2000, la société a produit plusieurs modèles d'autobus et autocars sous licence Cacciamali distribués sous la marque Irisbus puis Iveco Bus jusqu'en 2017. Le siège de Kapena SA était situé dans la ville de Włynkówko, près de Słupsk. En 2017, la société a été déclarée en faillite.

## Histoire
La société Kapena SA a été fondée en 1968 à Słupsk sous le nom de "Société de Réparation des Autobus Municipaux" (KPNA). L’activité principale de la société était la réparation d’autobus pour les entreprises municipales de transport. Le premier véhicule remis à neuf dans l'usine de Słupsk a été un Jelcz 272 MEX de la compagnie MPK Poznań. 
Dans les années 1980, de nouveaux réseaux de trolleybus ont été créés en Pologne, avec notamment l’ouverture d’un réseau à Słupsk en 1985. Cela a entraîné une demande importante de matériels roulants. En 1986, l'usine diversifie son activité avec la construction de trolleybus basés sur des caisses complètes sans moteur, Jelcz PR110 et, à partir de 1992, Jelcz 120M. 
Dans les années 1990, les travaux de rénovation d'autobus a beaucoup diminué. Ces interventions étaient surtout confiées aux constructeurs d’autobus. Avec une forte baisse de l'activité, la direction de l'usine et le gouverneur de Słupsk ont recherché un investisseur étranger. En 1992, Kapena a entamé une coopération avec le constructeur suédois Scania qui confia à l'usine la fabrication de camions. En 1994, la production de minibus a commencé sur la base de l'Iveco Daily. Le fabricant italien avait déjà tenté de coopérer avec Sanok Autosan, mais les bus fabriqués étaient trop gros pour le châssis de l’Iveco Daily.

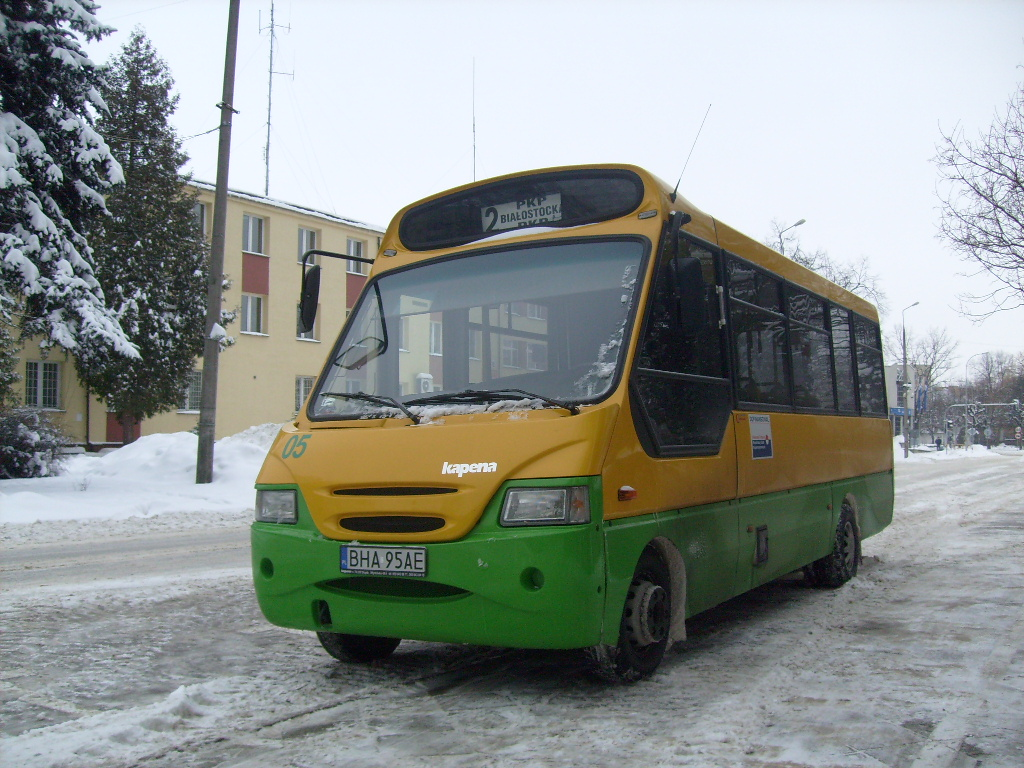
Kapena ZKM

En 1995, la société municipale de réparation d’autobus Kapena Słupsk a fabriqué le dernier trolleybus Jelcz 120ME. La production de ces véhicules a été transférée dans l’usine Trobus de Gdynia. La raison sociale de la société a été changée en Kapena Przedsiębiorstwo Państwowe, qui a ensuite été transformée en une société à actionnaire unique détenue par le Trésor Public polonais. La société Kapena a été privatisée et est devenue Kapena SA.  En 1997, Kapena a commencé à produire le modèle Kapena City. Ce minibus a été créé sur le châssis de l'Iveco Turbo Daily. En 1998, une coopération a été lancée avec le constructeur italien d’autobus Cacciamali SpA.
À partir de cet accord de coopération, les modèles City C et TCM 920 Europolis sont entrés en production sous licence. En 2000, le groupe italien est devenu le principal actionnaire de Kapena (98,5%). 
Le 1er janvier 2003, Kapena est devenu le représentant officiel du groupe Irisbus Iveco en Pologne. Au même moment, la société Scania Production Słupsk s'est substituée à Scania-Kapena et a racheté l’ancienne usine de Słupsk. La société Nowa Kapena SA a construit une nouvelle usine à Słupsk Włynkówku et la production des modèles Irisbus Iveco-Cacciamali a débuté dans la nouvelle usine : Kapena Thesi / Urbanino, Irisbus Daily C50 , Kapena MidiRider et Kapena Tema. La même année, la direction d'Irisbus a décidé que les modèles produits porteront exclusivement la marque Irisbus, ce qui a entraîné la liquidation de la marque Kapena. 

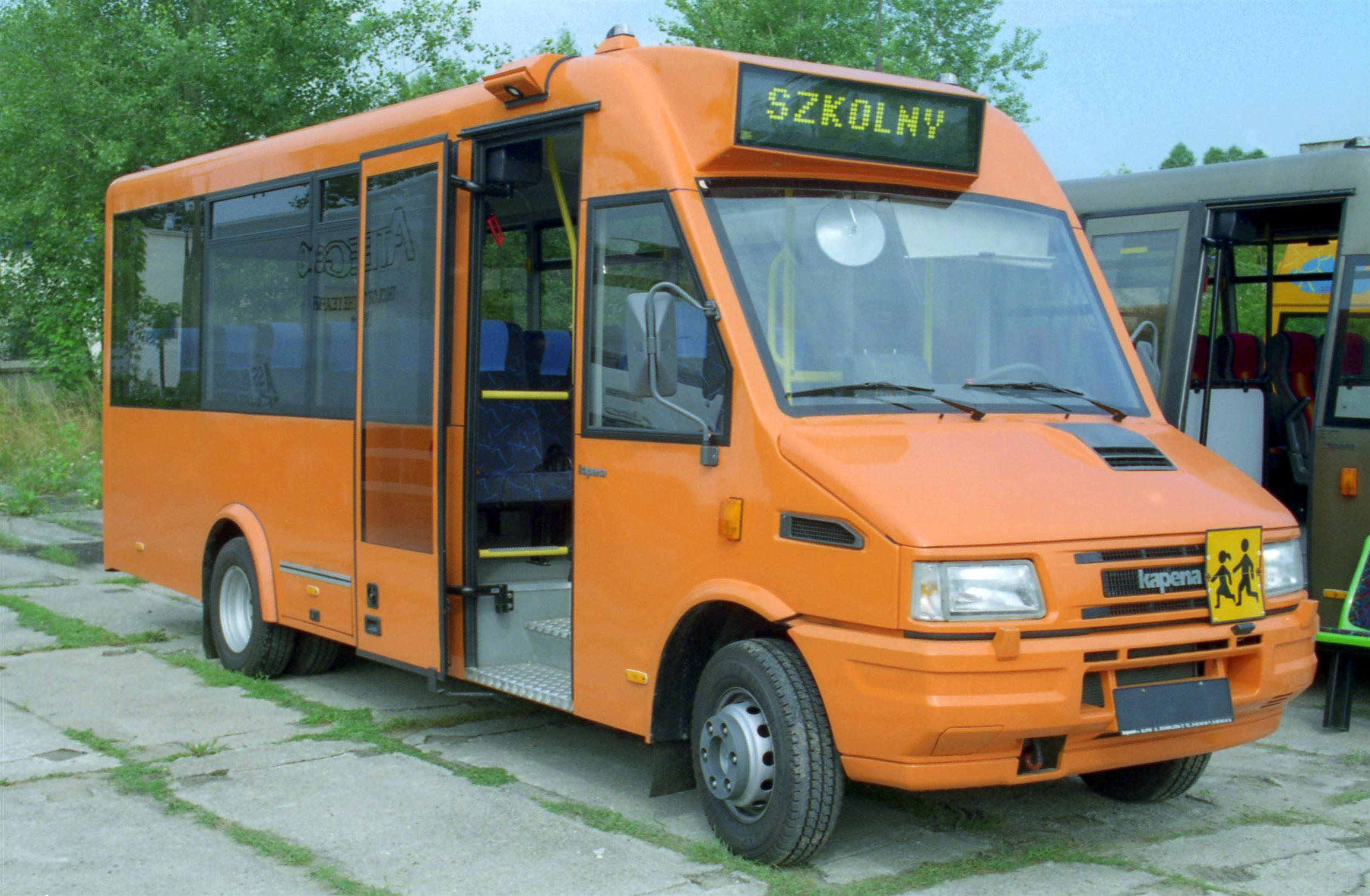
Kapena Daily City Z Scolaire(1998)

Le 28 décembre 2007, Irisbus remporte un appel d'offres pour la fourniture d'autobus scolaires destinés aux écoles polonaises, Irisbus Tema produits dans l'usine Kapena. Les livraisons destinées aux écoles ont entraîné un afflux d'ordres pour ce modèle, notamment de la part de la Police. Kapena au cours des trois premiers trimestres de 2008 est devenu le deuxième constructeur d’autobus en Pologne, derrière Solaris, en dépassant très provisoirement Autosan. 
À partir de 2016, les constructeurs d'autobus connaissent une grave récession. En 2017, avec une nouvelle baisse impressionnante des ventes, la société a dû se déclarer en faillite.

## Production

### Anciens modèles

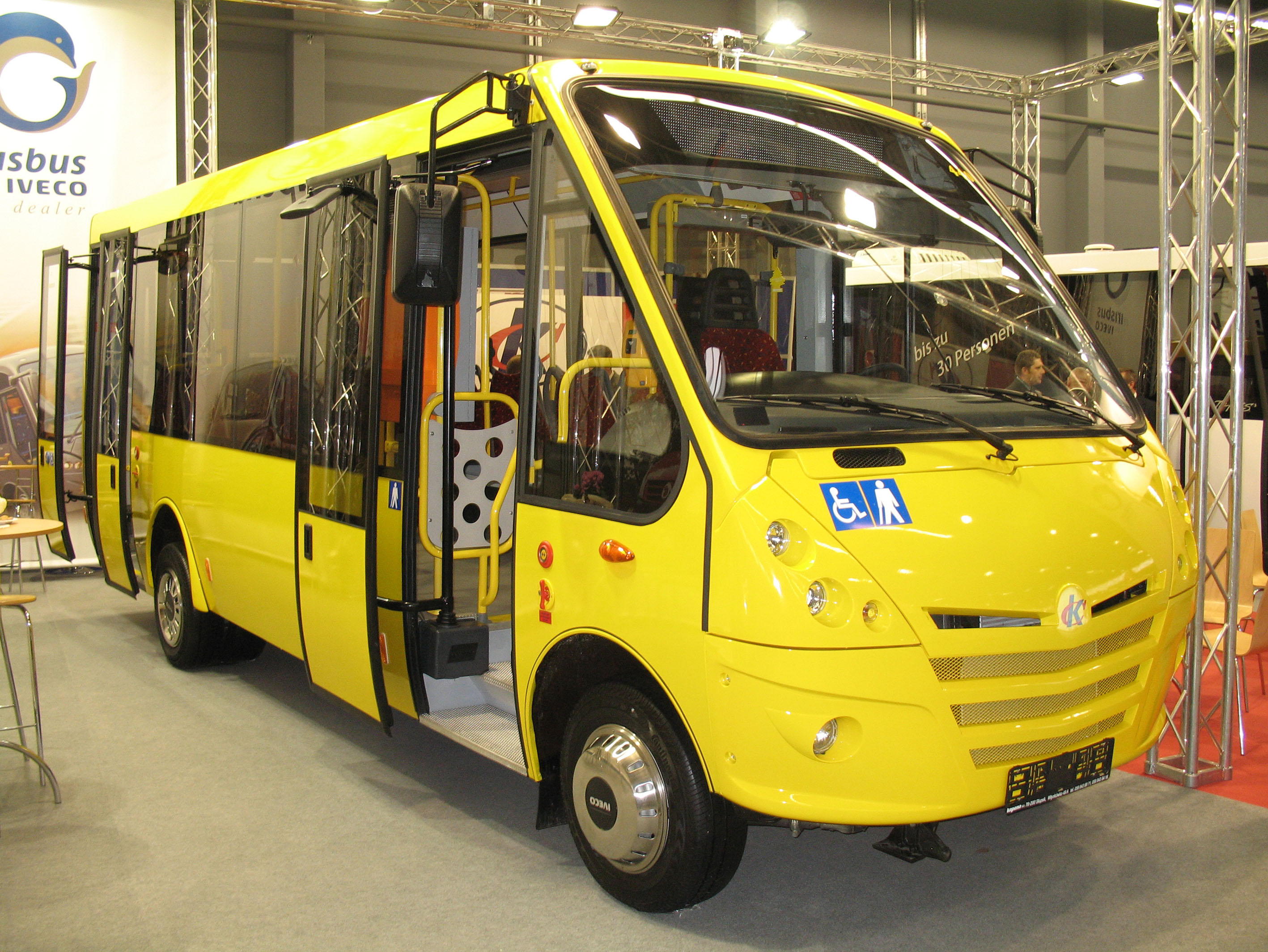
Kapena Urby scolaire

- Ikarus 260
- Ikarus 280
- Jelcz L11
- Jelcz M11
- Jelcz PR110 M
- Kapena Ambra Intercity 12.227
- Kapena City 7,5
- Kapena EuroPolis TCM920
- Kapena Falcon
- Kapena Intercity
- Kapena Thesi City 59E12
- Kapena Thesi Ville 65C15
- Kapena Thesi Intercity 59E12
- Kapena Tema Intercity 100E18
- Kapena Tema Intercity 100E21

### Modèles récents
- Sur Iveco Daily
  - 50C13 Daily Ville - urbain
  - Thesi Urbanino 65C15 - urbain & scolaire
  - Kapena Urby - urbain & scolaire
  - 50C13 Daily Intercity
  - Thesi Intercity 65C15
  - Thesi Szkolny

- Sur châssis Irisbus
  - Tema Intercity 100E22
  - Tema Szkolny - scolaire
  - MidiRider 395E
  - Proxys
  - Proway